# The Eternal Idol
The Eternal Idol (en español: El ídolo eterno) es el decimotercer álbum de estudio de la banda de heavy metal Black Sabbath, lanzado al mercado el 1 de noviembre de 1987 a través de  Vertigo Records en el Reino Unido. Es el primer álbum de la banda con la participación de Tony Martin.

## Historia
El álbum iba a ser grabado originalmente por el vocalista Ray Gillen, quien dejó la banda poco después de las primeras sesiones de grabación en Montserrat con el productor Jeff Glixman. Contrataron a Martin y reconstruyeron las partes vocales poco antes de acabar la producción. La mayoría de las canciones están compuestas por Tony Iommi y el bajista/letrista Bob Daisley, aunque algunas de las letras fueron modificadas por Geoff Nicholls y Tony Martin después de unirse a la banda.

## Lista de canciones
Lado A
1. «The Shining» – 5:59
2. «Ancient Warrior» – 5:28
3. «Hard Life to Love» – 5:00
4. «Glory Ride» – 4:49

Lado B
1. «Born to Lose» – 3:43
2. «Nightmare» – 5:19
3. «Scarlet Pimpernel» (instrumental)– 2:05
4. «Lost Forever» – 4:03
5. «Eternal Idol» – 6:33

Edición Deluxe de 2010/
Disco 1Se le agregan al álbum original oficial, dos Bonus Tracks:
10."Black Moon" - 3:39 (Extraída del lado B del Single The Shining/ Black Moon/ Some Kind Of Woman, de 1987, pista 2 de 3).
11."Some Kind Of Woman" - 3:16 (Extraída del lado B del Single The Shining/ Black Moon/ Some Kind Of Woman, de 1987, pista 3 de 3).
Edición Deluxe de 2010/
Disco 2
Ray Gillen Sessions/ Los 8 demos grabadas por Gillen en 1987, que hasta esta edición, sólo se conseguían en ediciones piratas, remasterizadas y con buena calidad de sonido:
1."Glory Ride" - 5:21
2."Born to Lose" - 3:41
3."Lost Forever" - 4:18
4."Eternal Idol" - 6:48
5."The Shining" - 6:30
6."Hard Life to Love" - 5:20
7."Nightmare" - 4:49
8."Ancient Warrior" - 4:54

## Personal
- Tony Martin - voz principal
- Ray Gillen - voz principal (The Eternal Idol Deluxe Edition 2010)
- Tony Iommi - guitarra
- Geoff Nicholls – teclados
- Dave Spitz - bajo (aparece en los créditos, aunque no llegó a tocar en el álbum)
- Bob Daisley - bajo
- Eric Singer - batería
- Bev Bevan - percusión (Overdubs de platillos en "Scarlet Pimpernel" y "Eternal Idol")

## Lanzamientos en detalle
| Lugar          | Fecha                  | Discográfica          |
| -------------- | ---------------------- | --------------------- |
| Reino Unido    | Noviembre de 1987      | Vertigo Records       |
| Estados Unidos | 8 de diciembre de 1987 | Warner Bros. Records  |
| Canadá         | 1987                   | Warner Bros. Records  |
| Reino Unido    | Abril de 1996          | Castle Communications |
| Reino Unido    | 25 de octubre de 2004  | Sanctuary Records     |